# Première expédition des Fidji
La première expédition des Fidji menée par la marine des États-Unis se déroule en octobre 1855 lors de la guerre civile dans les îles. En réponse aux incendies criminels contre les agents commerciaux américains à Lautoka, sur l'île de Viti Levu, la marine envoie un navire de guerre afin d'exiger une compensation à Seru Epenisa Cakobau, le Vunivalu auto proclamé roi des Fidji Tui Viti,.

## Conséquences
Une seconde expédition en menée en 1859, impliquant l'équipage de l'USS Vandalia, obtient des résultats plus clairs, mais finalement Cakobau n'a jamais payé la dette.